# TJ-II
El TJ-II es un stellarator de tipo heliac flexible instalado en el Laboratorio Nacional de Fusión del CIEMAT, en Madrid, España.
Su primer plasma fue producido en 1997, y todavía está en funcionamiento.

## Historia
El heliac flexible TJ-II se diseñó partiendo de cálculos realizados por el equipo de físicos e ingenieros del CIEMAT en colaboración con el Laboratorio Nacional Oak Ridge (ORNL, EE. UU.) y el Instituto Max Planck (de Física de PlasmasIPP, Alemania). El proyecto TJ-II recibió apoyo preferencial por parte de EURATOM para la fase I (Física) en 1986 y para la fase 2 (Ingeniería) en 1990. La construcción se llevó a cabo por partes, las cuales fueron encargadas a diferentes compañías europeas. El 60% de las inversiones fue a parar a empresas españolas.

### Antecedentes
TJ-II es el tercer dispositivo de confinamiento magnético del CIEMAT. En 1983 entró en operación el dispositivo TJ-I. Su denominación es abreviatura de "Tokamak de la Junta de Energía Nuclear", siendo "Junta de Energía Nuclear" el antiguo nombre del CIEMAT. Esta nomenclatura se mantuvo en los siguientes dispositivos por motivos administrativos.
En 1994 entró en operación el torsatron TJ-IU. Este fue el primer dispositivo de confinamiento magnético construido enteramente en España. En la actualidad, TJ-IU está en explotación en la Universidad de Stuttgart, en Alemania, bajo el nombre de TJ-K (la 'K' proviene de Kiel, el primer lugar donde estuvo operativo en Alemania, antes de pasar a Stuttgart).

## Descripción
En TJ-II, el confinamiento magnético se consigue mediante varios conjuntos de bobinas que determinan completamente las superficies magnéticas antes de que haya plasma dentro del dispositivo. El campo magnético toroidal se crea mediante 32 bobinas. La variación helicoidal del eje central se consigue mediante dos bobinas centrales: una circular y otra helicoidal. La posición horizontal del plasma se controla mediante bobinas de campo vertical. La acción combinada de estos conjuntos de bobinas generan superficies magnéticas con forma de judía. Las partículas del plasma están, en primera aproximación, atadas a estas superficies magnéticas, lo que hace que no choquen con la pared de la cámara de vacío.

### Parámetros
TJ-II es un dispositivo de cuatro periodos con radio mayor R = 1.5 m, radio menor promedio  a < 0.22 m, y campo magnético en el eje de hasta 1.2 T.
Se le dice "flexible" porque, mediante cambios en las corrientes eléctricas que pasan por sus bobinas circular y helicoidal, es posible modificar la configuración magnética: la dirección de las líneas de campo magnético (iota ≈ 1.28 – 2.24)  y la forma y tamaño del plasma (volumen ≈ 0.6 – 1.1 m³). Además, tiene 32 bobinas toroidales, 4 bobinas poloidales (2 arriba y dos abajo) y 2 bobinas helicoidales. El conductor central está dentro de las bobinas toroidales, y el plasma y la cámara de vacío forman una hélice alrededor de él.
Puede producir un pulso de unos 0.25 s de duración cada 7 minutos.

## Objetivos e Investigación
El objetivo del programa experimental de TJ-II es investigar la física del plasma en un dispositivo de confinamiento magnético con eje helicoidal y gran flexibilidad. Con ello se busca contribuir al esfuerzo internacional en el estudio de dispositivos de confinamiento magnético. Se trabaja en las siguientes áreas:

### Teórica
- Transporte neoclásico.
- Transporte turbulento y simulaciones girocinéticas.
- Diseño y optimización de stellarators.
- Topología y transporte.
- Transporte no difusivo y criticalidad autoorganizada.

### Experimental
- Transporte y configuración magnética.
- Transiciones de confinamiento y barreras de transporte.
- Interacción plasma-pared.
- Transporte de impurezas.
- Turbulencia.

## El sucesor: TJ-III
El CIEMAT se encuentra trabajando en un sucesor, el TJ-III TJ-III tomaría el principio básico del diseño W7X: optimización 3D relevante del reactor. Supondría un avance significativo en los recursos informáticos y de optimización, permitiendo que los parámetros de ingeniería (geometría de la bobina y espacio libre de plasma de la bobina) formen parte del ciclo de optimización.

## Otras lecturas
- FusionWiki (en inglés) http://wiki.fusenet.eu/wiki/Main_Page

- Datos: Q22343749